# Ziaziulino
Ziaziulino – dawna kolonia. Tereny, na których leżała, znajdują się obecnie na Białorusi, w obwodzie witebskim, w rejonie miorskim, w sielsowiecie Mikołajewo.

## Historia
W czasach zaborów w powiecie dzisieńskim, w guberni wileńskiej Imperium Rosyjskiego.
W latach 1921–1945 folwark a następnie kolonia leżała w Polsce, w województwie wileńskim, w powiecie dziśnieńskim, w gminie Mikołajów.
Według Powszechnego Spisu Ludności z 1921 roku zamieszkiwało tu 15 osób, 13 było wyznania rzymskokatolickiego a 2 prawosławnego. Jednocześnie 13 mieszkańców  zadeklarowało polską a 2 białoruską przynależność narodową. Były tu 2 budynki mieszkalne. W 1931 w 6 domach zamieszkiwało 35 osób.
Wierni należeli do parafii prawosławnej i rzymskokatolickiej w Dziśnie. Miejscowość podlegała pod Sąd Grodzki w Dziśnie i Okręgowy w Wilnie; właściwy urząd pocztowy mieścił się w Dziśnie.